# Еврифемида
Еврифемида (др.-греч. Εὐρυθέμιδος) — имя ряда персонажей древнегреческой мифологии.
- В версии мифа, изложенной Иоанном Цецем, дочь царя Иолка Акаста, жена Актора и мать аркадского героя Анкея. При этом в основной версии Анкей — сын Ликурга[1][2].
- Дочь Клеобеи, жена Фестия, царя Плеврона в Этолии. Согласно Псевдо-Аполлодору, в этом браке родились сыновья Ификл, Евипп, Плексипп и Еврипил, дочери Алфея (жена царя Калидона Ойнея), Гипермнестра (жена Экла и мать Амфиарая) и Леда (жена царя Спарты Тиндарея, возлюбленная Зевса)[3][4][5].
- Дочь Тимандрея. Вместе со своей сестрой Котто помогла Гераклидам, когда те вторглись на Пелопоннес[6][7].